# Fórum Cívico Guineense-Social Democracia
Fórum Cívico Guineense-Social Democracia é um partido político de Guiné-Bissau.